# Catenae di Ganimede
Segue una lista delle catenae presenti sulla superficie di Ganimede. La nomenclatura di Ganimede è regolata dall'Unione Astronomica Internazionale; la lista contiene solo formazioni esogeologiche ufficialmente riconosciute da tale istituzione.
Le catenae di Ganimede portano i nomi di divinità ed eroi delle antiche popolazioni della mezzaluna fertile.

## Prospetto
| Catena        | Eponimo                                                     | Latitudine | Longitudine | Diametro |
| ------------- | ----------------------------------------------------------- | ---------- | ----------- | -------- |
| Enki Catena   | Enki - Divinità fluviale della mitologia sumera.            | 38,8° N    | 13,6° W     | 161,3 km |
| Khnum Catena  | Khnum - Dio delle sorgenti del Nilo nella mitologia egizia. | 32,9° N    | 349,1° W    | 66 km    |
| Nanshe Catena | Nanše - Dea dei pesci e della pesca nella mitologia sumera. | 15,4° N    | 352,9° W    | 103,8km  |
| Terah Catena  | Terah - Divinità della luna nella mitologia fenicia.        | 7,1° N     | 277,5° W    | 283 km   |